# 오기

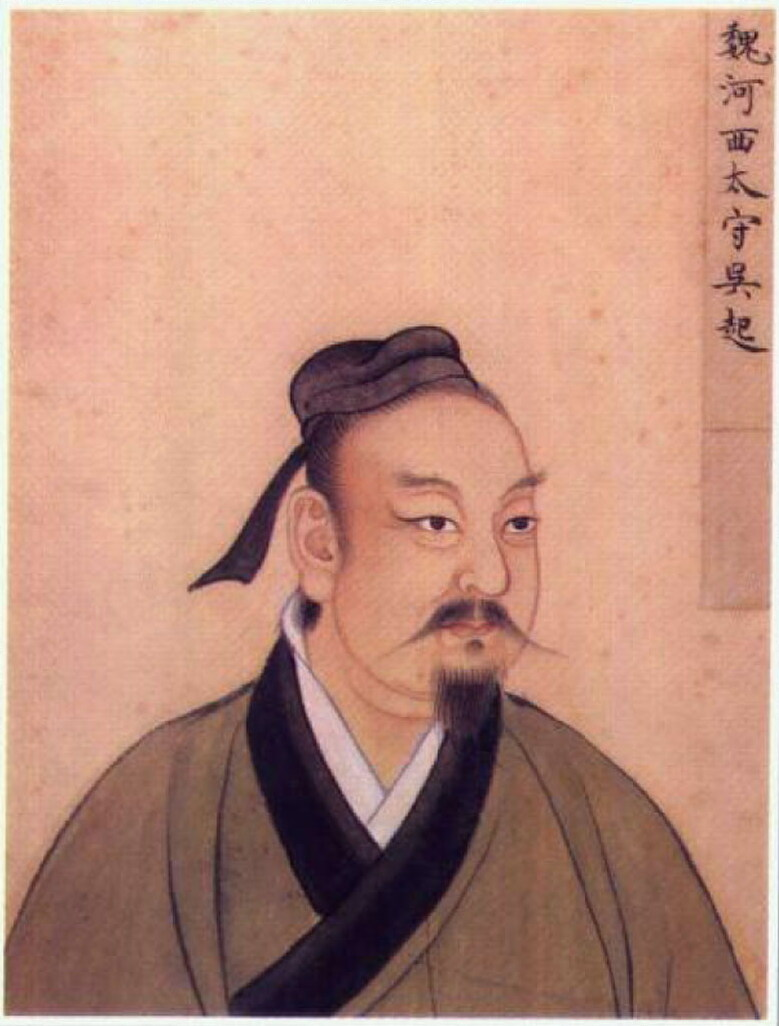

오기(吳起, ?, 산동성 하택시 차오현 ~ 기원전 381년)는 중국 전국시대의 명장, 병법가, 정치가이다. 경칭인 '오자(吳子)'로도 알려져 있다. 그와 관련된 저작으로 《오자병법》(吳子兵法)이 전해지며, 동양의 고전 중에서는 《손자병법》과 더불어 가장 대표적인 병법서로 여겨진다.
본래 위나라 출신으로, 증자의 문하에 들어가서 유학을 공부하였으나 그와 의절한 후에는 병법을 공부하여 장군이 되었다. 이후 노나라 · 위나라 · 초나라 등 여러 나라를 전전하며 관직에 올라 전공을 거두어 명성을 떨쳤고, 최후에는 초나라 재상의 자리에까지 올랐다.
장군으로서 사졸들과 같은 옷을 입고, 같은 음식을 먹으며 언제나 고생을 함께 함으로써 그들의 충성심을 얻었으며 이 일화에서 "연저지인(吮疽之仁)"이라는 고사성어가 유래하였다.

## 생애

### 어린 시절
오기의 초기행적은 주로 《사기》 손자오기열전 · 《한비자》 등의 기록에 전해지는데, 기록에 따라 그 내용이 다른 부분이 많아서 정확한 것을 알기 어렵다. 다만 양측의 기록을 종합해 볼 때에 오기는 본래 위나라(衛) 사람이었으나 어떤 사정으로 인하여 군주의 눈밖에 나는 바람에 고향을 떠나게 된 것으로 보인다.
《사기》에 따르면 오기는 본래 위나라(衛) 사람으로, 젊은 시절의 오기는 천금(千金)에 달하는 가산을 저축해둔 부유한 집안의 아들이었다. 그는 돈으로 관직을 얻으려 하였으나 가산만 탕진한채 실패하고 말았다. 이에 마을 사람들이 오기를 비웃자, 오기는 자신을 비방한 30여 명의 사람을 죽이고는 도성 동쪽의 곽문(郭門)으로 빠져나가 달아났다. 이때 오기는 어머니와 헤어지면서 팔을 깨물며 맹세하기를, "저 오기는 경상(卿相)이 되기 전까지 위나라로 돌아오지 않겠습니다."라 말하였다. 고향을 등지고 달아난 오기는 대학자였던 증자의 문하에 들어가서 공부하였다. 그러나 오기는 어머니가 죽었을 때에 고향으로 돌아가 장사를 지내지 않았고, 그 일로 인하여 증자의 눈밖에 나서 결국 의절당하고 말았다.
《한비자》에서는 오기가 고향을 떠나게 된 정황에 대하여 다른 기록을 전한다. 그에 따르면 오기는 본래 위나라(衛) 좌지(左氏) 사람이었다. 하루는 오기가 아내에게 띠를 짜도록 하였는데 그 폭이 법으로 정해진 치수보다 좁았다. 이에 오기가 아내에게 띠를 고치도록 하자 아내는 알겠다고 답했다. 그러나 띠를 고친 후에도 여전히 그 폭이 치수와 맞지 않았다. 오기가 화를 내자 아내는 처음에 베를 짤 때에 이미 그 정도 치수의 날실을 넣었기 때문에 고칠 수 없다고 답했다. 그러자 오기는 아내와 이혼해버리고 말았다. 오기의 아내는 다시 집으로 돌아가려 하였으나 그 오빠가 이를 말리며 말하기를, "오기는 법을 집행하는 사람이다. 법을 집행하는 것은 만승(萬乘)의 나라와 더불어 공을 이루고자 하는 것인데, 먼저 처첩을 대상으로 법을 실천한 후 밖에서 이루려는 것이다. 그러니 너는 돌아갈 생각은 그만 두어라."라 하였다. 이혼당한 오기의 아내에게는 남동생이 있었는데, 그는 위나라 군주의 신임을 받는 총신이었다. 아내의 동생은 군주의 힘을 빌어 오기에게 다시 아내를 받아줄 것을 청하였다. 그러자 오기는 그대로 위나라를 떠나버리고 말았다.

### 노나라에서
《사기》에 따르면, 오기는 스승이었던 증자와 의절한 후 노나라(魯)로 와서 병법(兵法)을 공부하고는 노나라 군주를 섬기게 되었다. 이때에 제나라(齊)가 노나라를 공격해오자 노나라 군주는 오기를 장군으로 삼아서 제나라와 싸우려 하였다. 그러나 오기의 아내가 제나라 사람이었기에 노나라 군주는 오기를 의심하여 섣불리 기용하지 못하였다. 그러자 오기는 제나라를 돕지 않겠다는 뜻을 보이기 위해서 자신의 아내를 죽여버리고 말았다. 그렇게 하여 노나라의 장군이 된 오기는 제나라 군대를 크게 격파하였다.
그러나 노나라의 어떤 사람이 노나라 군주에게 오기가 마을 사람들을 살해하고 어머니의 장례식에 불참했던 일 등의 과거행적을 폭로하며 그의 심성이 잔인하다고 비방하였으며, 또한 위나라의 죄인인 오기를 등용한다면 노나라와는 같은 조상을 둔 형제국 위나라와의 관계가 소원해질 수 있다고 주장하였다. 이로 인하여 노나라 군주는 오기에게 의심을 품더니 그를 쫓아내 버렸다.
《한비자》에서는 오기가 노나라를 떠나게 된 정황에 대하여 다른 기록을 전한다. 그에 따르면 노나라의 대부인 계손씨(季孫氏)가 노나라 군주를 시해하는 사건이 일어났는데, 오기는 당시에 노나라에서 벼슬살이를 하고 있었다. 그런데 어떤 사람이 오기에게 "지금 계손씨가 막 피를 보이고 있으니 앞으로 어찌 될지 알 수 없습니다."라며 걱정을 표하자 오기는 노나라를 떠나 진나라(晉)로 가버리고 말았다. 여기서 말하는 진나라란, 당시의 정황상으로 보건데 곧 삼진(三晉) 중 하나인 위나라(魏)를 말한다. 또한 이 기록 외에는 계손씨에게 살해당했다는 노나라 군주에 대한 언급이 없어서 오기가 노나라를 떠나게 된 시기를 정확히 알 수 없다.

### 위나라에서

#### 위 문후 시대
노나라를 떠난 오기는 당시 위나라(魏)의 군주였던 위 문후가 현명하다는 말을 듣고는 그를 섬기고자 하였다. 위 문후가 신하인 이극(李克)에게 오기가 어떤 사람인지 묻자, 이극은 오기에 대하여 "비록 탐욕이 있고 여색을 밝히지만 용병에 있어서는 사마양저도 따라잡을 수 없습니다."라 답하였다. 이 말을 들은 위 문후는 오기를 등용하여 장군으로 삼았다. 위나라의 장군이 된 오기는 진나라(秦)를 공격하여 5개 성을 빼앗았다.
위나라에서 장수로 활동하던 오기는 늘 사졸(士卒)들과 더불어 입고 마시는 것을 함께 하였다. 잠을 잘 때에도 자리를 깔지 않았고, 행군할때에도 말이나 수레를 타지 않았으며, 몸소 식량을 지고 다니면서 사졸들과 노고를 나누었다. 어느날은 한 병졸이 종기(疽)가 났는데, 오기가 이를 입으로 빨아주었다. 이 소식을 들은 병졸의 어머니가 통곡을 하자, 주위 사람들은 "장군이 직접 종기를 빨아주었다는데 왜 우는 것이오?"라 물었다. 그러자 병졸의 어머니는 "오공께서 그 아버지의 종기를 빨아주었더니 전투에서 뒤도 돌아보지 않고 싸우다가 적에게 죽고 말았소. 오공께서 이번엔 우리 아들의 종기를 빨아주었으니 그 아이도 어디서 죽을지 몰라서 우는 것이오."라 답하였다. 이 일화에서 "연저지인(吮疽之仁)"이라는 고사성어가 유래하였다.
당시에 오기가 유생(儒生)의 복장을 갖추고는 병법을 논하고자 위 문후를 배알하였는데, 위 문후는 일부러 오기의 앞에서 "과인은 전쟁을 좋아하지 않소."라 말하며 속내를 감추었다. 그러나 오기는 이미 위 문후가 몰래 전쟁을 준비하고 있음을 알아채고는 그 앞에서 병법을 논하였다. 그의 식견과 언변에 감탄한 위 문후는 친히 자리를 마련하여 부인으로 하여금 오기에게 술을 따르게 하는 등 극진한 대접을 베풀었다.
위 문후는 오기가 용병에 능하고 청렴하며 공정하여 병사들의 마음을 얻을 수 있을 것이라 여기고는 그를 황하 서쪽에 위치한 진나라와의 국경지대인 서하(西河)의 태수로 삼았다. 이후 오기는 제후국들과 76회에 달하는 싸움을 치러서 64회의 대승을 거두었고 나머지 싸움도 비겼다고 전한다. 오기의 공로로 인하여 위나라는 사방으로 1천 리에 달하는 영토를 얻었다.

#### 진나라와의 전쟁
서하에 부임한 오기가 진나라를 상대로 벌인 전쟁은 그 기록이 구체적으로 남아있지 않고 《사기》 · 《한비자》 · 《오자병법》 · 《여씨춘추》 등에 단편적인 일화들만이 전해질 뿐이며 그 시기조차 불명확하다. 다만 위 문후 시대의 위나라는 진나라와 수차례 전쟁을 치른 일이 기록에 남아있는데, 여기에 오기가 개입한 것으로 생각된다.
기원전 413년, 진나라가 위나라와 더불어 싸워서 정하(鄭下)에서 이를 물리쳤다.
기원전 412년, 위 문후의 아들인 공자 격(擊)이 진나라를 공격하여 번방(繁龐)을 포위하고 그 인민들을 몰아냈다.
기원전 409년, 위나라는 진나라를 정벌하고 임진(臨晉) · 원리(元里)에 성을 쌓았다.
기원전 408년, 위나라는 진나라를 정벌하여 정(鄭)에 이르렀고, 돌아와서는 낙음(洛陰) · 합양(合陽)에 성을 쌓았다.
기원전 401년, 진나라가 위나라를 공격하여 양호(陽狐)에 이르렀다.
정확한 시기는 알 수 없으나, 오기는 진나라를 상대로 결정적인 승리를 거두었다. 오기는 3년에 걸쳐 유공자에게 포상을 내리고 전사자들의 가족을 위로하는 정책을 펼쳐 군대의 사기를 높였으며 마침내 서하를 침공해온 진나라의 군대를 크게 격파하였다. 뒤이어 오기는 5만의 군사를 거느리고 다시 진나라의 50만 군사와 싸워 또다시 대승을 거두었다.

#### 위 무후 시대
기원전 386년, 위 문후가 죽고 그 아들인 위 무후가 즉위하였다. 어느날은 무후가 서하에서 배를 타고 노닐다가 그 견고한 산의 형세를 살펴보고는 "나라의 보배"라며 감탄하였다. 그러자 마침 무후의 곁에 있던 오기가 예로부터 많은 군주들이 견고한 지형 만을 믿다가 패망하였다고 주장하며, "나라의 보배는 군주의 덕에 있을 뿐, 험한 지형에 달린 것이 아닙니다."라는 간언을 올려 위 무후를 납득시켰다.
기원전 378년, 제 환공이 죽고 제 위왕이 즉위하자 위나라는 조나라 · 한나라와 함께 제나라(齊)를 공격하였다. 당시에 오기는 위 무후의 명을 받들어 제나라를 공격하여 영구(靈丘)까지 진격했다.
이후 위나라에서 전문(田文)을 재상으로 삼았는데, 당시 서하태수로 대단한 명성을 날리던 오기는 자신이 재상이 되지 못한 일을 언짢게 여겼다. 오기는 전문을 찾아가 자신이 전문보다 못한 것이 무엇이 있겠느냐고 물었다. 그러자 전문은 자신의 공로와 능력이 비록 오기 만큼은 못하지만, 왕의 나이가 어려서 대신과 백성들이 나라를 받들지 않는 이 때에는 오기보다 자신이 재상이 되는 것이 적절하다고 반박하여 그를 납득시켰다.
전문이 죽은 후에 위나라의 재상이 된 공숙(公叔)은 오기의 공로를 시기하였다. 그래서 공숙은 부하들의 의견에 따라, 일부러 위 무후를 찾아가서 오기가 위나라보다 더 강한 진나라에 붙을까 걱정이니, 그에게 위나라의 공주와 혼인할 것을 권유하여 속마음을 떠볼 것을 권하였다. 만일 오기가 이 제안을 납득한다면 그가 위나라에 남을 것이나, 그렇지 않는다면 진나라로 떠날 지도 모른다는 말이었다. 집으로 돌아온 공속은 오기를 초대해놓고는 일부러 위나라 공주를 박대하여 자신을 함부로 대하게 하였다. 그 광경을 본 오기는 위나라 공주가 재상을 박대한다고 생각하여 그녀를 멀리하게 되었고, 위 무후가 공주와 혼인할 것을 제안하자 이를 거절하였다. 이 일로 인하여 위 무후는 오기를 의심하여 더 이상 신임하지 않게 되었다. 그러나 《전국책》에 등장하는 공숙은 오히려 자신의 공을 오기에게 돌리는 등 그를 지지하는 발언을 하고 있어서 이 일화와는 모순되는 면이 있다.
《여씨춘추》에서는 오기가 위 무후에게 숙청당했던 정황에 대한 다른 기록을 전한다. 오기가 서하 바깥을 다스리고 있을 때에, 왕조(王錯)가 그를 참소하자 위 무후가 오기를 불러들였다. 오기는 안문(岸門)을 지나게되자 수레를 멈추고 서하를 바라보며 눈물을 흘렸다. 수레를 몰던 종이 이를 보고는 오기에게 "제가 공의 뜻을 보건데, 천하를 버리기를 헌신짝과 같이 하셨습니다. 그런데 지금은 서하를 떠나면서 눈물을 흘리시니 어찌된 일입니까?"라 물었다. 그러자 오기가 눈물을 닦으며 답하기를, "그대는 모른다. 군주께서 나의 뜻을 알아주시어 나로 하여금 능력을 펼치게 하였다면 서하를 기반으로 왕이 되실 수도 있었다. 지금 군주께서 참소하는 자의 말을 듣고 나의 뜻을 몰라주시니 서하를 진나라에게 빼앗길 날이 멀지 않았다. 위나라는 끝내 작아지고 말 것이다."라 답했다.

### 초나라에서
오기는 위 무후에게 해코지를 당할까 두려워하다가 결국은 초나라(楚)로 떠났다. 초 도왕은 오기의 명성을 잘 알고 있었으므로, 오기가 초나라에 오자 곧바로 그를 기용하여 재상으로 삼았다. 다만 일설에는 오기가 처음 초나라에 와서 1년 동안은 군수(郡守)의 직위를 지냈다고도 한다.
오기는 초 도왕에게 초나라의 풍속에 대하여 말하기를, "대신(大臣)들은 지나치게 강하며 봉군(封君)들은 지나치게 많은데, 곧 위로는 군주를 핍박하고 아래로는 인민들을 착취하게 됩니다. 이는 나라를 가난하게 만들고 군대를 약하게 만드는 길입니다. 봉군의 자손으로 3대 째가 되면 그 작록(爵祿)을 거두어들이고, 잡다한 관리들의 녹질(祿秩)을 없애며, 불필요한 관직을 덜어내서 (그 돈으로) 선발되어 단련된 군사들을 봉양하는 것이 좋습니다."라 하였다.
과연 초나라의 재상이 된 오기는 대대적인 개혁을 시행하여 법을 명확히 바꾸고 쓸모없는 관직을 폐지하였으며, 초나라 왕실과 거리가 먼 공족들의 특권 또한 몰수하여 그 예산으로 군대를 양성하였다. 뿐만 아니라 초나라의 성벽을 쌓는 방법을 더욱 효율적으로 고쳐서 이를 법으로 제정하기도 하였고, 초나라 귀인들을 빈 땅으로 보내 불모지를 개척하는 정책을 시행하기도 하였다.
이렇게 하여 오기는 남쪽으로는 백월(百越)을 평정하였고, 북쪽으로는 진(陳) · 채(蔡)를 병합하여 조나라(趙) · 한나라(韓) · 위나라(魏) 등의 삼진(三晉)을 격퇴했으며, 서쪽으로는 진나라(秦)를 정벌하여 제후들의 두려움을 샀다.

### 죽음과 사후
기원전 381년, 오기를 재상으로 등용했던 초 도왕이 죽었다. 그러자 이전에 오기의 개혁정책으로 특권을 잃은 초나라 종실의 귀족과 대신들이 난을 일으켜 오기를 공격하였다. 그러자 오기는 달아나서 초 도왕의 시신 위에 엎어졌는데, 이때 오기를 공격하던 무리들이 오기에게 칼을 휘두르고 화살을 날려 죽이다가 초 도왕의 시신까지 활로 맞추고 말았다. 도왕의 장례를 치르고 즉위한 초 숙왕은 왕의 시신을 화살로 쏜 자들을 모두 사형에 처하였으니, 이 사건에 연루되어 멸족당한 집안이 70여 곳이나 되었다.
《여씨춘추》에서는 이와 같은 정황을 보다 상세히 전하고 있다. 그에 따르면, 초 도왕이 죽은 후에 초나라의 귀인들이 오기를 죽이려고 활을 쏘자 오기가 그들을 향해 "내가 너희들에게 나의 용병(用兵)을 보여주리라."라 말하고는 화살을 맞은채로 달아났다. 오기는 도왕의 시신 앞에 엎어지더니 시신에 화살을 꽂아놓고 거짓으로 "군신들이 왕에게 난을 일으킨다!"라는 말을 외치고 죽었다. 당시 초나라의 법에는 왕의 시신을 병기로 범한 자는 모두 중죄가 가해져서 그 삼족들까지 처벌을 받았는데, 오기가 이를 알고 있었기에 이런 수를 쓴 것이었다. 한편 일설에는 오기가 사지가 찢겨 죽었다고도 전한다.
이후 위나라에서 공숙좌(公叔痤)가 장군이 되어 회북(澮北)에서 한나라 · 조나라의 군대를 격파하고 그 장수인 악조(樂祚)를 사로잡은 일이 있었다. 위 혜왕이 공숙좌에게 100만 록(祿)에 달하는 토지를 상으로 내리려하자, 공숙좌는 이를 사양하며 자신이 싸움에서 이길 수 있었던 이유 중 하나로 오기의 가르침을 들었다. 이에 위 혜왕은 오기의 후손을 찾아내서 20만의 전록(田祿)을 하사하였다.

## 오자병법
오기와 관련된 병법서로 《오자병법》이 전해지며, 대체로 오기가 위 문후나 그 아들인 위 무후와 나누었던 문답을 수록한 것이다. 《한서》 예문지에 따르면 본래 48편이었던 것으로 보이나, 지금은 도국(圖國) · 요적(料敵) · 치병(治兵) · 논장(論將) · 응변(應變) · 여사(勵士) 등의 6편 정도만이 전해진다. 사마천이 《사기》에서 "세속(世俗)에서 사려(師旅, 군사)를 논하는 자들은 모두가 손자(孫子)의 13편과 오기(呉起)의 병법을 따른다."라 하였을 정도로 《손자병법》과 더불어 대표적인 병법서로 여겨져 왔다.

## 같이 보기
- 우치현